# Finlande-Propre
Cet article concerne la région de Finlande. Pour la province historique, voir Finlande propre (province historique).
Ne doit pas être confondu avec Grande Finlande.
La Finlande-Propre (en finnois : Varsinais-Suomi /ˈvɑr.si.nɑi̯sˌsuo̯.mi/, en suédois : Egentliga Finland) est la troisième région la plus peuplée de Finlande. Sa capitale est Turku. L'appellation calque du finnois « Finlande propre » vient du fait qu'autrefois le nom Finlande désignait seulement le territoire de cette région. La Finlande propre figure parmi les régions les plus anciennement habitées en Finlande.
En 2019, la région compte 478 775 habitants vivant sur une superficie de 10 910,30 km2.

## Géographie
Située à la jonction du golfe de Finlande et du golfe de Botnie, la Finlande propre appartenait jusqu'en 2009 à la province de Finlande occidentale.
La région est bordée au nord par le Satakunta et le Pirkanmaa (depuis 2005 et le rattachement de Punkalaidun au Pirkanmaa), à l'est par le Kanta-Häme et l'Uusimaa. Les deux tiers de la population résident dans l'agglomération de Turku ou à proximité immédiate.
L'intérieur, faiblement peuplé, est un plateau peu élevé (environ 100 m d'altitude) qui marque la source de plusieurs fleuves de moyenne importance (les plus notables étant les Paimio et Aura). Ceux-ci descendent en pente douce vers la mer selon un axe NE-SO. Les collines sont peu élevées (maximum 159 m à Somero) mais le relief est néanmoins apparent (nombreuses moraines), contrastant avec les zones plus plates d'Ostrobotnie ou du Satakunta. La zone côtière et les vallées principales sont fortement peuplées, siège de toutes les villes principales, Salo, Paimio, Uusikaupunki et bien sûr Turku.
La partie sud-ouest de la région est formée par l'Archipel de Turku, offrant le visage d'une des côtes les plus découpées au monde avec des milliers d'îles, globalement peu peuplées, hormis en été en raison du grand nombre de maisons secondaires construites dans l'archipel.

## Sous-régions
La Finlande Propre est subdivisée en cinq sous-régions :
- Sous-région de Turku
  - Kaarina (ville)
  - Lieto
  - Masku
  - Mynämäki
  - Naantali (ville)
  - Nousiainen
  - Paimio (ville)
  - Raisio (ville)
  - Rusko
  - Sauvo
  - Tarvasjoki
  - Turku (ville)
- Sous-région de Salo
  - Salo (ville)
  - Somero (ville)
- Sous-région de Loimaa
  - Aura
  - Koski Tl
  - Loimaa (ville)
  - Marttila
  - Oripää
  - Pöytyä
- Sous-région de Vakka-Suomi
  - Kustavi
  - Laitila (ville)
  - Pyhäranta
  - Taivassalo
  - Uusikaupunki (ville)
  - Vehmaa
- Sous-région de Turunmaa
  - Kimitoön
  - Pargas (ville)

## Communes
La Finlande propre comporte 28 communes dont onze villes.

Carte des municipalités de Finlande propre. Les couleurs représentent les sous-régions: Vakka-Suomi en vert, Turku en bleu, Loimaa en jaune, Salo en rouge et Turunmaa en orange.

| Nom          | Statut       | Population (h) | Superficie (km²) | Densité (h/km²) | Sous-région | Fondé |
| ------------ | ------------ | -------------- | ---------------- | --------------- | ----------- | ----- |
| Turku        | ville        | 191 664        | 306,35           | 780,2           | Turku       | 1229  |
| Salo         | ville        | 52 332         | 2 168,29         | 26,34           | Salo        | 1887  |
| Kaarina      | ville        | 33 474         | 179,58           | 222,21          | Turku       | 1869  |
| Raisio       | ville        | 24 198         | 50,06            | 496,27          | Turku       | 1292  |
| Naantali     | ville        | 19 238         | 688,01           | 61,57           | Turku       | 1443  |
| Loimaa       | ville        | 16 037         | 851,93           | 18,91           | Loimaa      | 1921  |
| Uusikaupunki | ville        | 15 713         | 1 932,43         | 31,25           | Vakka-Suomi | 1617  |
| Lieto        | municipalité | 19 831         | 302,56           | 65,99           | Turku       | 1331  |
| Parainen     | ville        | 15 209         | 5 548,11         | 17,22           | Turunmaa    | 2009  |
| Paimio       | ville        | 10 835         | 242,26           | 45,45           | Turku       | 1997  |
| Somero       | ville        | 8 834          | 697,67           | 13,23           | Salo        | 1867  |
| Masku        | municipalité | 9 550          | 204,01           | 54,65           | Turku       | -     |
| Laitila      | ville        | 8 646          | 545,32           | 16,26           | Vakka-Suomi | 1868  |
| Pöytyä       | municipalité | 8 335          | 773,69           | 11,11           | Loimaa      | -     |
| Mynämäki     | municipalité | 7 765          | 536,08           | 14,94           | Turku       | -     |
| Kemiönsaari  | municipalité | 6 721          | 2 801,02         | 9,79            | Turunmaa    | 2009  |
| Rusko        | municipalité | 6 248          | 127,90           | 49,14           | Turku       | -     |
| Nousiainen   | municipalité | 4 740          | 199,56           | 23,82           | Turku       | 1867  |
| Aura         | municipalité | 3 986          | 95,58            | 41,95           | Loimaa      | 1917  |
| Sauvo        | municipalité | 2 999          | 299,48           | 11,87           | Turku       | -     |
| Koski Tl     | municipalité | 2 341          | 192,42           | 12,23           | Loimaa      | 1869  |
| Vehmaa       | municipalité | 2 285          | 202,09           | 12,1            | Vakka-Suomi | 1869  |
| Pyhäranta    | municipalité | 2 028          | 291,75           | 14,13           | Vakka-Suomi | -     |
| Marttila     | municipalité | 2 020          | 195,99           | 10,34           | Loimaa      | 1409  |
| Taivassalo   | municipalité | 1 663          | 217,68           | 11,85           | Vakka-Suomi | -     |
| Oripää       | municipalité | 1 365          | 117,72           | 11,6            | Loimaa      | -     |

### Anciennes communes
- Alastaro
- Askainen
- Angelniemi
- Dragsfjärd
- Halikko
- Hiittinen
- Houtskär
- Iniö
- Kakskerta
- Kalanti
- Karuna
- Kiikala
- Kimito
- Kisko
- Korpo
- Kuusjoki
- Kuusisto
- Lemu
- Maaria
- Mellilä
- Merimasku
- Mietoinen
- Muurla
- Metsämaa
- Nagu
- Perniö
- Pertteli
- Piikkiö
- Rymättylä
- Suomusjärvi
- Särkisalo
- Somerniemi
- Uskela
- Vahto
- Velkua
- Västanfjärd
- Yläne

## Démographie
Depuis 1980, l'évolution démographique de la région de Finlande-Propre, au périmètre du 1er janvier 2017, est la suivante:
| Année      | 1980    | 1985    | 1990    | 1995    | 2000    | 2005    | 2010    | 2015    |
| ---------- | ------- | ------- | ------- | ------- | ------- | ------- | ------- | ------- |
| population | 406 360 | 415 899 | 425 282 | 435 119 | 447 103 | 455 584 | 465 183 | 474 323 |

## Transports

### Ferroviaire
Dans la région du sud-ouest, le trafic de passagers est assuré sur les lignes Turku-Helsinki et Turku-Toijala. 
La ligne entre Turku et Toijala dispose de gares comle celle du port de Turku, la gare principale de Turku ou la gare de Loimaa. 
En outre, les gares de Kupittaa, Salo, Maaria, Karviainen et Kyrö sont aussi des interconnexions.
La ligne Turku–Uusikaupunki assure le transport de marchandises.

### Aérien
Le seul aéroport international du sud-ouest de la Finlande est situé à la frontière de Turku et de Rusko. L'aéroport de Turku propose des vols quotidiens vers Helsinki, Stockholm et Copenhague. En plus du terminal passagers, l'aéroport dispose d'un terminal cargo.

### Maritime
Le port de Turku est l'un des ports les plus importants de Finlande, avec plusieurs liaisons quotidiennes avec Stockholm, Kapellskär, Åland, Mariehamn et Långnäs.
Turku a également beaucoup de trafic de fret. Le port de Naantali a principalement du trafic de fret mais aussi trois fois par jour un service de ferry pour Kapellskär. 
Les navires rouliers opèrent principalement dans le port d'Uusikaupunki. Les ferries exploités par l'administration provinciale d'Åland fonctionnent de Parainen via Kökar et Sottunga à Långnäs et de Kustavi à Brändö et Kumlinge jusqu'à Vårdö.

### Routier
Turku est l'extrémité de plusieurs routes nationales. 
La route nationale 1 jusqu'à Helsinki, la route nationale 8 le long de la côte ouest de la Finlande jusqu'à Oulu, la route nationale 9 jusqu'à Tampere et la route nationale 10 jusqu'à Hämeenlinna.

## Galerie

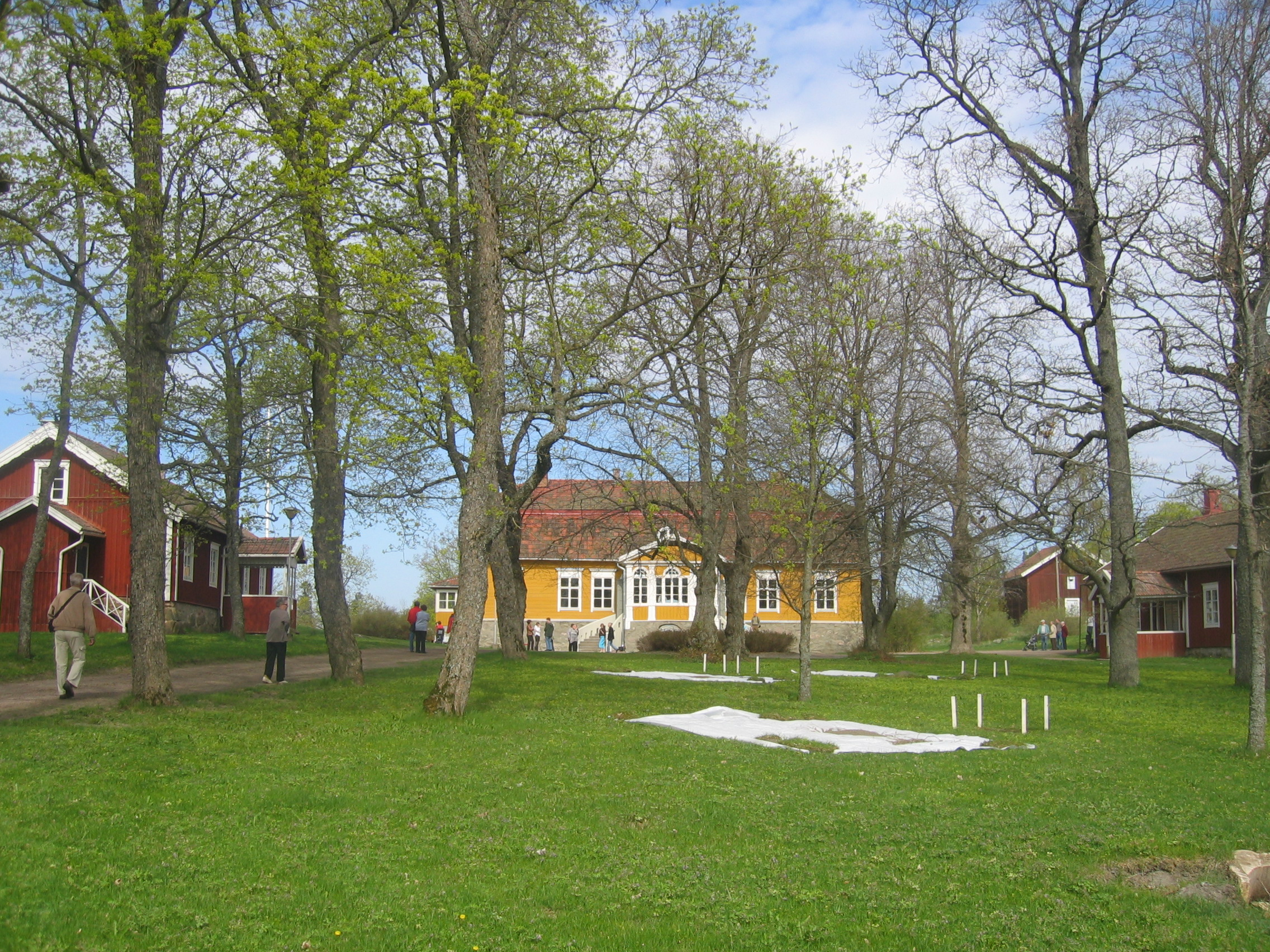
Manoir de Washington à Mietoinen.
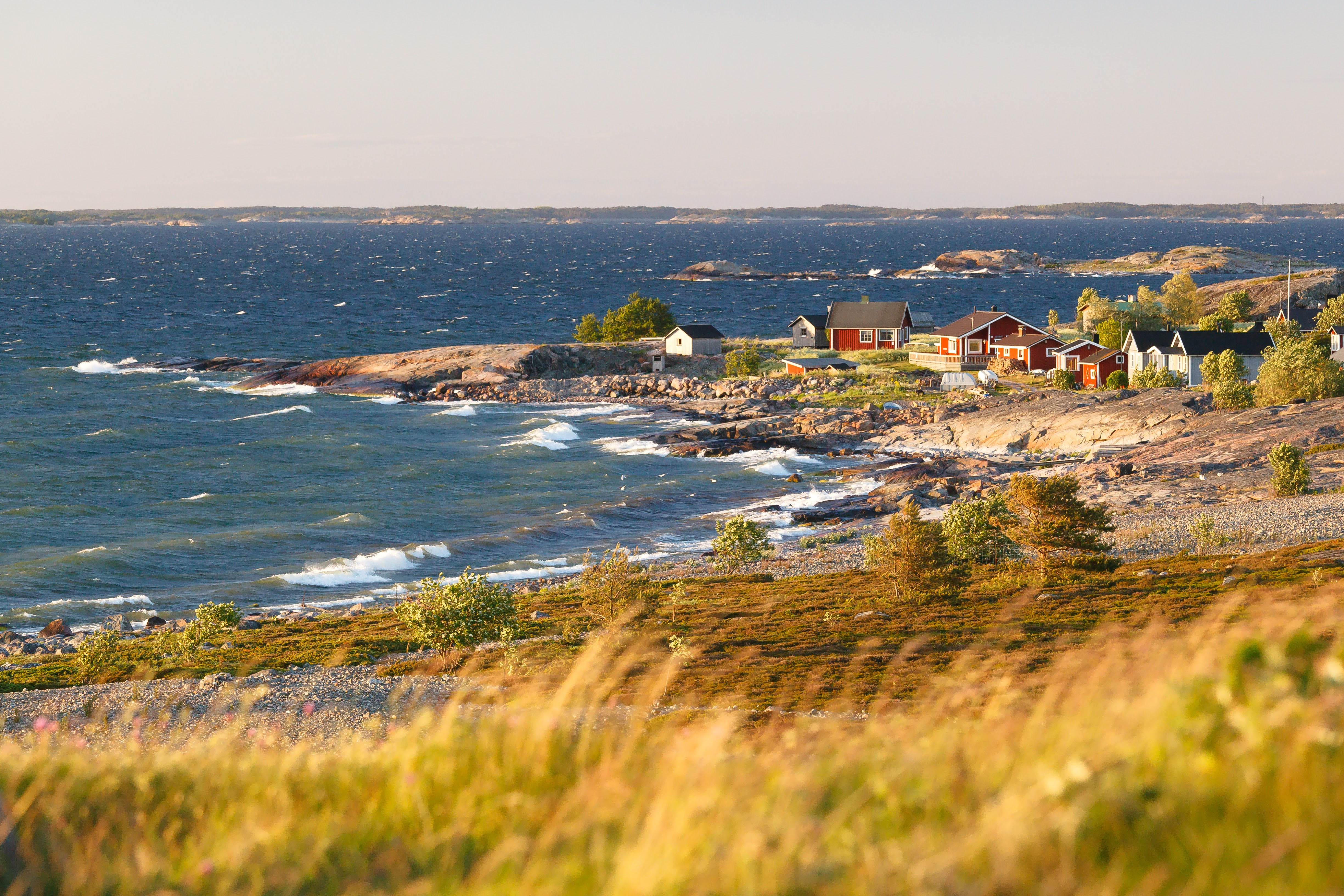
Ile de Jurmo.
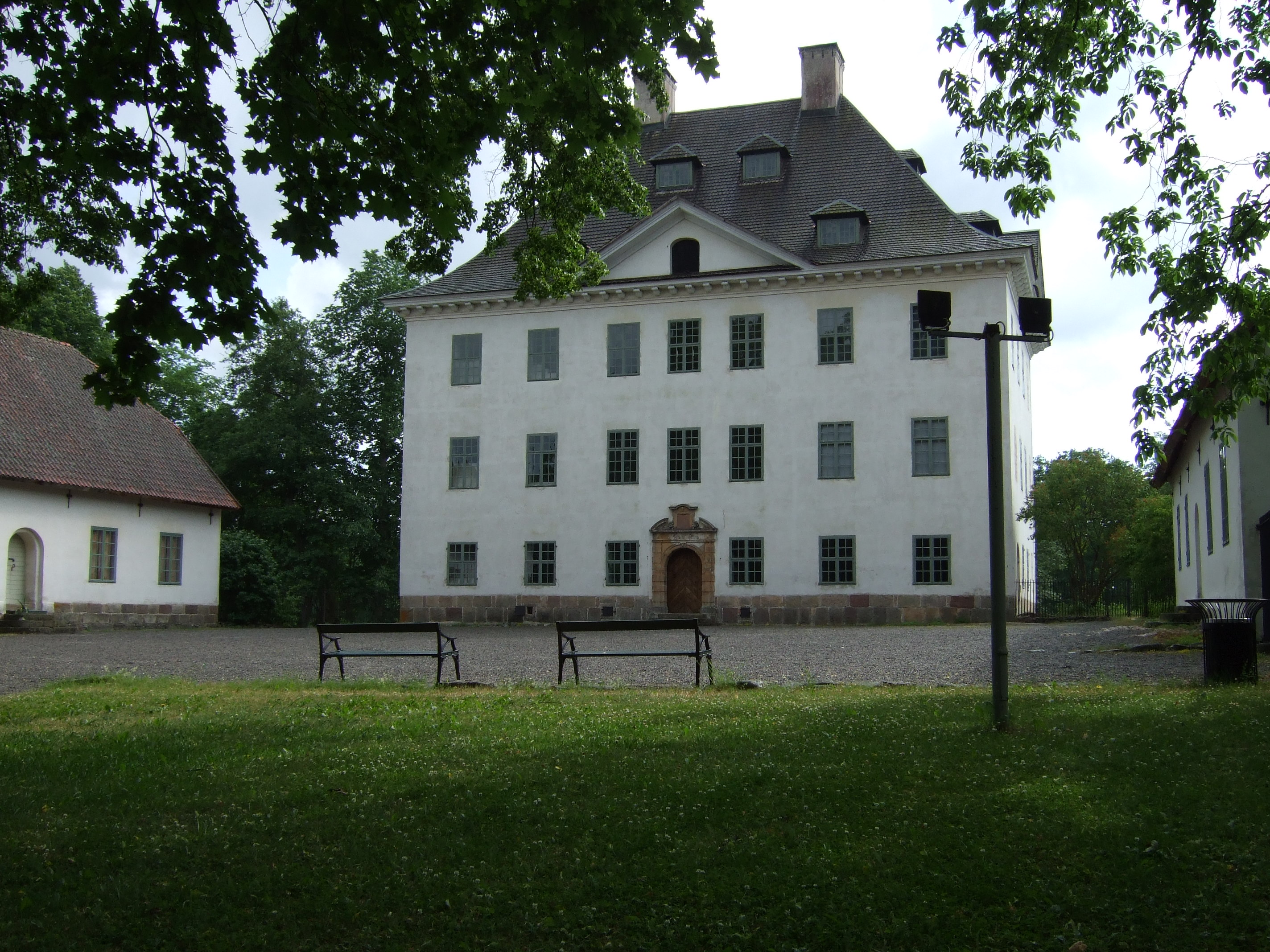
Manoir de Louhisaari.
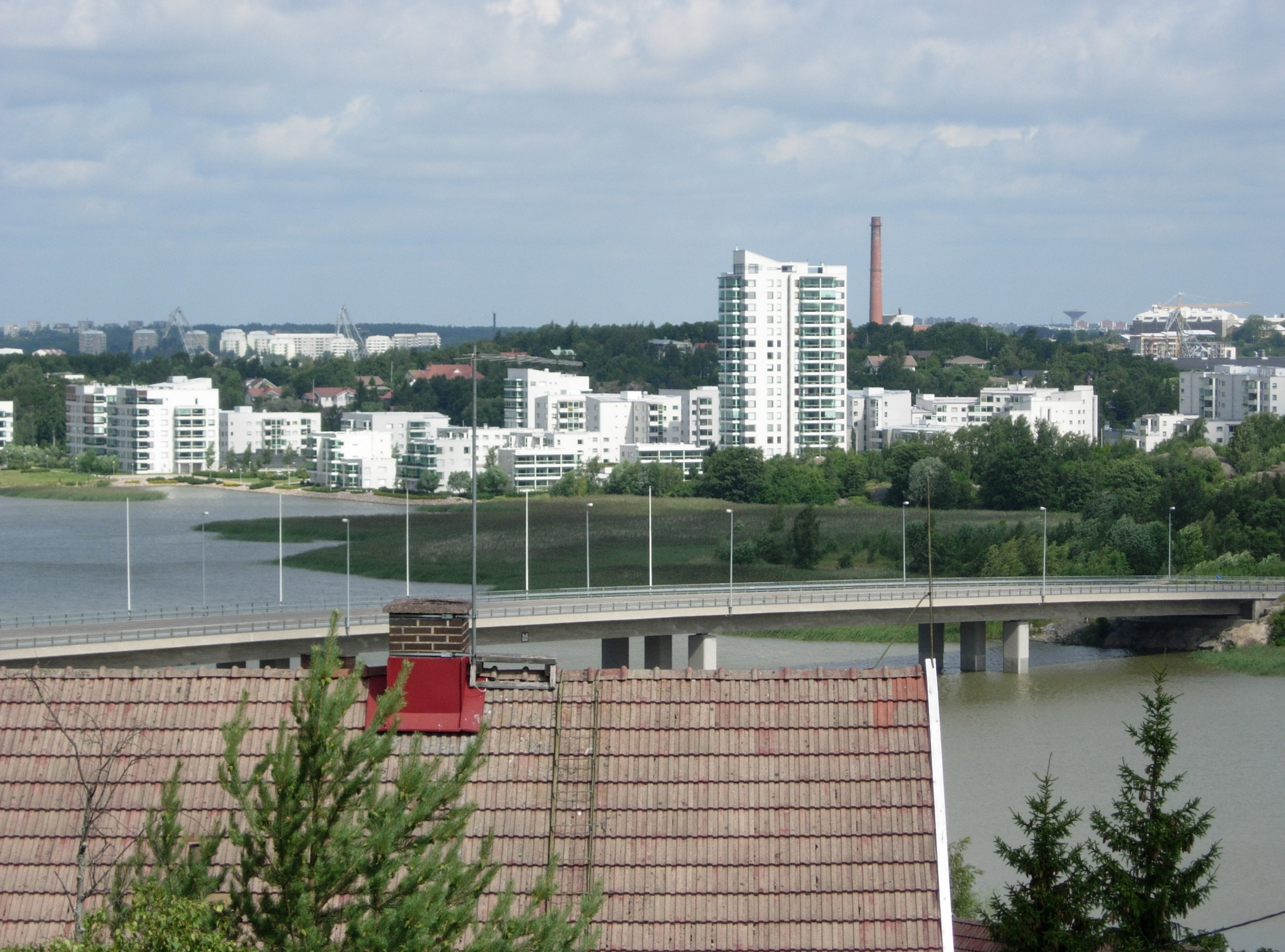
Majakkaranta vue de Killivuori à Turku.
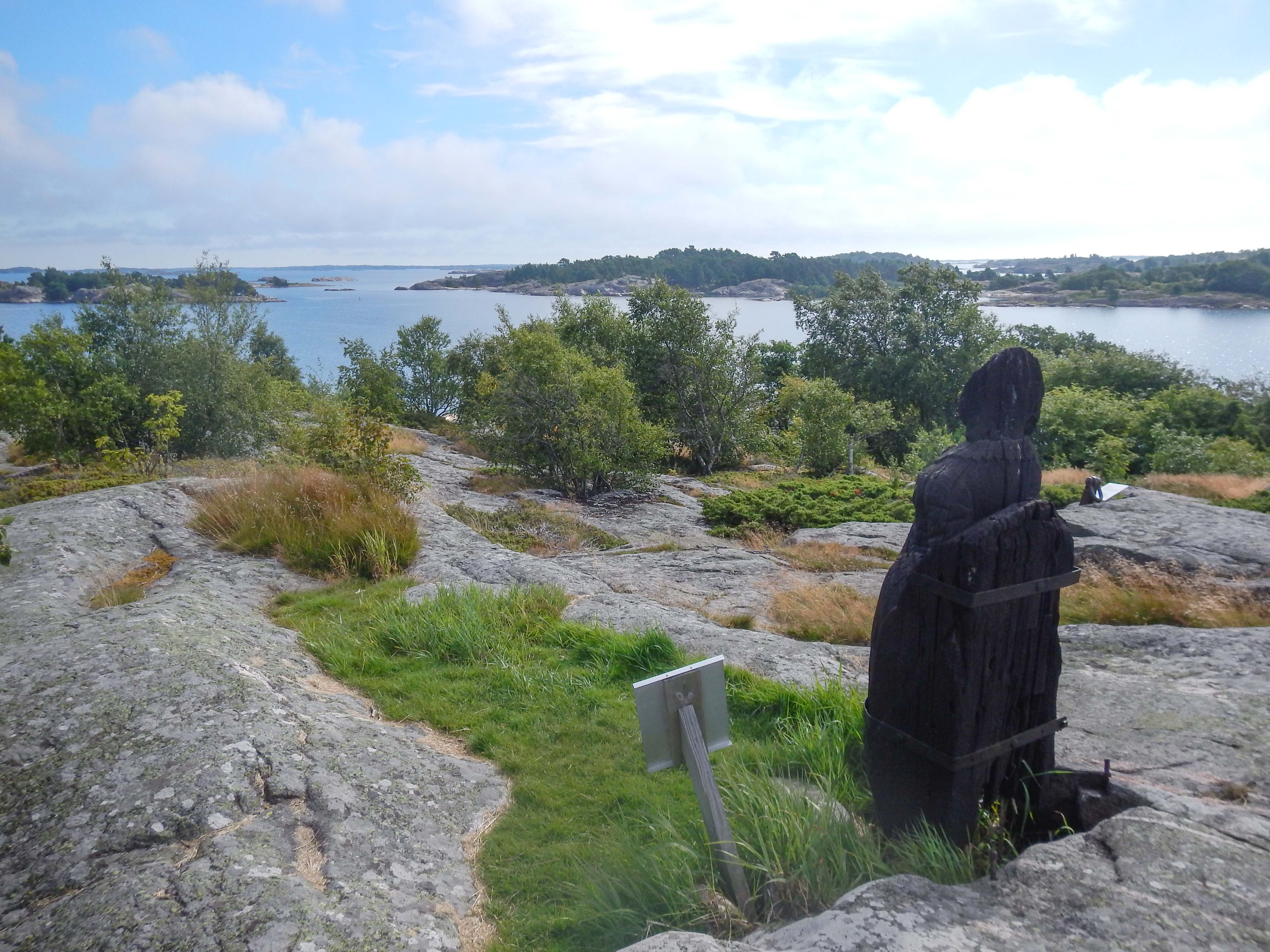
Parc national de l'archipel